# 조영래
조영래(趙英來, 1947년 3월 26일 ~ 1990년 12월 12일)는 대한민국의 인권 변호사이다.

## 유년기
1947년 대구에서 부 조민제와 모 이남필의 일곱 자녀 중 넷째이자 장남으로 출생하였다. 어린 시절 아버지가 화학공장을 경영하여 부유한 환경에서 자랐으나 초등학교 2학년 되던 해부터 아버지 사업의 어려움으로 인해 경제적 어려움을 겪었다. 초등학교 5학년 때 아버지가 사업을 다시 일으킬 요량으로 서울로 이주하게 되었다.

## 청소년기
서울수송초등학교를 졸업한 후 경기중학교와 경기고등학교에 진학했다. 학교 공부와 성적에 대한 회의도 한 때 했었으나 공부를 잘 했다. 그러나 전형적인 모범생 유형은 아니었으며 세상의 일, 주변 사람들의 삶에 대한 관심이 많았다. 중고등학교 재학 시절 영자신문반, 룸비니 불교학생회, 영어 바이블스터디, 농촌활동반, 웅변반, 학예부 부장 등 다양한 동아리 활동을 하였다. 경기고등학교 시절의 그를 아는 사람들이 기억하는 조영래는 규범적인 우등생과는 거리가 멀었다. 1964년 고3때 학생회 학술부장이었던 그는 한일회담 반대시위를 조직해서 학생들을 이끌고 국회의사당 앞을 지나 시청앞을 돌아나오는, 그 당시로서는 최초의 대규모적 학생 시위를 주도했다. ‘이것이 민족적 민주주의이드냐?’가 당시 플래카드 문구였다. 고등학교 3학년에 6.3 한일회담 반대 시위를 주동해 학교에서 정학처분을 받기도 했다.

## 대학 시절
1965년 서울대학교 전체 수석으로 법학과를 입학하였으나 정작 본인은 수석 입학에 아무런 의미를 두지 않았다. 재학 중 한일회담 반대, 삼성재벌 밀수 규탄 시위, 6.7 부정선거 항의, 유신헌법, 삼선개헌 반대, 교련 반대, 공명선거를 위한 학생운동을 주도했다. 재학 중 경제학 공부에는 별 흥미를 느끼지 못하였고 오히려 법학에 더 관심이 있었다. 대학시절 학과 공부보다 혼자 인문 사회 다양한 분야의 동서양 고전을 탐독했다.

## 사법연수원 시절
1969년 대학 졸업후 대학원을 진학하여 민법을 전공하였다. 이 시기부터 공익, 시민권 문제에 관심이 많았다. 특히 공해, 환경 문제에 대한 관심으로 공해 소송에 있어서의 인과관계 입증에 관한 주제로 석사학위 논문을 썼다. 1970년 사법시험 준비 중 전태일 분신사건이 발생하자 전태일 정신을 알리는 문제에 관심을 가지고 활동하였다. 사법시험 준비 중 당시 학생운동을 탄압하기 위해 조작된, 소위 ‘서울대생내란음모사건’으로 구속되어 1년 6개월 수감생활을 하였다. 사법연수원생 80여 명은 1971년 11월 17일 오전 11시부터 모임을 갖고 11월 13일 내란예비음모죄로 구속된 연수원 동기생인 조영래가 오랫동안 영장없는 불법구속상태에 있었다는 사실을 논의 그 대책을 대법원장 및 사법연수원장에게 건의했다.복역 후 1974년 만기 출소하였다. 1974년 4월 사법연수원 재학 중에  민청학련 사건으로 수배생활을 시작하였다. 이후 6년동안 피신 생활을 하였으나 피신 중에도 다양한 민주화운동에 관여했다. 또한 공해관리기사 자격증을 취득하였다. 3년 동안의 준비로 <전태일 평전>을 집필하였다. 1983년 <어느 청년노동자의 삶과 죽음>으로 일본에서 먼저 출간되었다. 사형선고 받은 김지하 시인을 구명하기 위한 목적으로 <양심선언> 집필에 관여하였다.

## 변호사 조영래

### 변론
1981년 5월 수배가 해제되고 복권되어 사법연수원에 재임되었다. 사법연수원을 마치면 으레 판사, 검사를 지원하던 것이 통상적이던 시절, 그는 판검사가 아닌 변호사를 지망했다. 사람이 사람에 대한 판단을 한다는 게 그에게 적합지 않은 일로 여겨졌기 때문이라는 이유에서였다.1982년 2월 사법연수원 수료 후 1983년 남대문합동법률사무소 및 시민공익법률상담소를 개소하였다. 1984년 한국 사법사상 초유의 대규모 공익 집단 소송인 '망원동 수해 사건' 소송을 담당하였다. 1986년 '부천서 성고문 사건', '여성조기정년제 철폐 소송', '박종철 고문치사사건'의 변론을 맡았다. 군사독재 치하 국내 최초의 <인권보고서>(대한변협 간행) 집필을 하였다. 군부독재 시절 인권변호사들의 상설 모임인 정법회 탄생에 중요한 역할을 담당하였으며 이후, 1988년 민주사회를 위한 변호사 모임의 창립과정에도 참여하였다. 정법회를 중심으로 한 인권변호사들의 활동 가운데 조영래 변호사는 가장 열정적인 활동을 벌였다. 그는 시니어와 주니어의 신망을 동시에 받았고, 소극적이고 방어적인 1세대 인권 변호사 그룹의 전통을 계승하면서 인권변호사 활동 영역을 확대해 갔다.
1987년 '보도지침 변론', '상봉동 진폐증 사건', 기타 노동, 빈민, 공해 문제 관련 다양한 공익 소송을 담당했다. 변론활동 중 다양한 새로운 시도를 꾀하였다. 박원순과 함께 나선 부천서 성고문 사건의 경우 변호인의 고발장, 법정 안과 밖에서의 다양한 활동을 통한 여론 조성을 주도하였다. 부천서 성고문 사건은 박종철 물고문사건과 함께 1987년 6월 민주항쟁의 직접적인 기폭제가 된 사건이다. 부천서 성고문 사건이 폭로됐을 때 검찰은 사실을 은폐하는 수사결과를 발표했고, 성고문 가해자 문귀동은 명예훼손이라며 맞고소하고 나왔고, 서울고등법원은 문귀동 불기소에 대한 변호인단의 이의신청을 기각했다. 언론은 ‘권인숙과 운동권’이 “성마저도 혁명의 도구로 악용하고 있다“는 검찰쪽 주장을 여론화시키고 있었다, 조 변호사는 검찰 발표의 허구성을 폭로하고, 성고문 형사에게 5년형의 처벌을 이끌어내고 마지막으로 국가를 상대로 한 위차료 청구소송을 승소시킬 때까지 4년간의 법정 투쟁을 주도했다. 권인숙의 구술을 토대로 고문의 실상을 공개한 고발장을 언론이 외면하자 30만 부를 복사해 배포할 때는 그 자신이 하나의 언론 기관이었다. ”권양 – 우리가 그 이름을 부르기를 삼가지 않으면 안될 이 사람은 누구인가“로 시작하는 그 유명한 변론에서 조영래 변호사는 ”변론중에 자주 눈물 때문에 목이 메셨다“고 당시 피고석에 앉았던 권인숙씨는 회고했다.
망원동 수재사건은 대한민국 사법 사상 초유의 대규모 집단 소송 사건으로, 수해 직후 주민들이 마포구청에 몰려가 몇 차례 항의만을 하였을 뿐 별 다른 사후대책을 강구하지 못하고 있을 때 조 변호사는 수해 소송을 수행하기 위한 준비 자료를 수집, 정리하기 시작하였고  주민들을 규합하여 본격적인 소송에 돌입하였다. 조영래 변호사는 망원동 수재가 ‘천재’가 아니라 ‘인재’임을 입증하기 위해 3년가 토목학, 수리역학, 수문학, 콘크리트 기술 등에 관한 엄청난 양의 서적을 독파하였다. 망원동 수재사건은 우리나라 민사소송에 있어서 집단소송제도의 도입을 검토하게 하는 한 계기가 되었다. 또한 당시 시국 형사사건의 변론이라는 비교적 좁은 영역에 머물러왔던 우리 사회 인권 변호 활동이 이 사건을 계기로 대규모 집단 민원의 성격을 갖는 민사 소송 분야로 확장될 수 있는 가능성을 보여주었다.
대한민국 재판 사상 처음으로 본격적으로 절어진 성차별 법적 논쟁이었던 ‘여성 조기정년제’라 칭해졌던 여성 결혼퇴직제 사건의 여성 측 법률 대리인을 무보수로 맡은 조영래는 재판이 시작되기도 전체 최종 변론에 버금하는 25쪽에 이르는 “의견서”를 재판부에 제출해 화제가 되기도 하였다.
1992년 출간된 《조영래변호사 변론 선집》에는 그가 변론했던 공익 소송의 실제 변론기록을 통해 인권 변호사로서의 발자취가 담겨있다. (<변론선집> 목차는 다음과 같다. 제 1부 망원동 수재사건, 제2부 부천서 성고문사건; 1. 성고문 고발사건, 2. 권인숙 형사사건, 3. 권인숙 위자료 청구사건, 제3부 여성 조기 정년제 사건, 제4부 상봉동 진폐증 사건, 제5부 노동사건; 1. 대우어패럴 사건, 2. 장미숙 사건, 제6부 시국형사사건; 1. 나준, 나미영 사건, 2. 한겨레 신문 압수 수색 취소청구사건, 3. 「이론과 실천사」, 「한울출판사」 사건, 4. 「보도지침」사건, 제7부 일반사건; 1. 위조어음 청구사건, 2. 공갈사건)

### 1987년 단일화 운동
조영래는 정치활동에는 직접 관여하려하지 않았다. 그러나 1987년 대통령후보 단일화를 위해서는 혼신의 힘을 다하였다. 1987년 ‘6.29 민주화선언’이후 민주화 운동의 승리가 6월 항쟁으로 귀결되고 정권 교체가 눈앞에 보이자 두 야당 지도자들은 서로 대통령 후보를 고집했다. 조영래는 당시 그러한 현실 정치에 환멸을 느끼고 있었다.  조영래는 김대중과 김영삼의 후보 단일화 운동에 나선다. 그는 이미 김대중과 김영삼이 분열하고서는 두 사람 모두 패배하리라는 사실과 그 반사이익으로 군부 출신이면서 권위주의 정권을 승계하고 있던 노태우 후보가 승리할 수 밖에 없음을, 그리고 더 나아가 민주화운동 세력의 도덕적 우위가 상실되리라는 것을 누구보다 잘 알고 있었다. 그는 후보단일화를 위한 기구를 만들어 홍성우 변호사 등 민주화운동에 참여해 온 여러 선배들과 함께 단식 투쟁까지 하면서 단일화 운동을 전개하였다. 조영래 변호사의 판단은 단일화가 이루어지지 않으면 민주화가 어렵다는 것이었다. 그는 단일화 운동에 온 몸을 던지다시피 하며 몰입했다.

### 민주화 이후
1987년 이후 조영래는 여러 매체에 글을 쓰면서 그의 활동 영역을 넓혀 나갔다.  한겨레신문 논설위원, 동아일보 객원 편집위원, 문화방송 방송문화진흥회 이사로 활동하면서 한겨레신문, 동아일보 등에 칼럼을 비롯한 다양한 글을 집필하였다. 변호사 활동을 하면서 동남아(필리핀, 태국, 말레이시아 등), 러시아, 유럽, 미국 등지를 여행하였는데 러시아의 페레스트로이카에 큰 관심을 가졌다. 1990년 1월에서 5월까지 미국 컬럼비아대 인권문제연구소 국제세미나 초청으로 5개월간 체류하였다.
인권변호사로서, 민주화운동가로서, 그리고 문필가로서 불요불굴의 행동과 실천을 지속하던 그는 1990년 9월 초 폐암 진단을 받았고, 3개월 투병생활 후 12월 12일 영면하였다.

## 인간 조영래
조영래의 성품을 가장 잘 말해주는 것은 생전에 그가 집필한 《전태일 평전》의 저자가 자신임을 어느 누구에게도 밝히지 않은 데서 잘 드러난다. 1987년 6월 항쟁 이후 탄압 때문에 저자를 밝히는 시기가 지난 후에도 자신이 저자임을 밝히지 않은 것은 전적으로 자신을 드러내지 않고자 하는 그의 깊은 겸손 때문이다. “자신이 한 일들을 드러내지 않는 그의 성품은 이에만 국한되는 것은 아니다. 그야말로 세상이 깜짝 놀랄 만한 비화들이 대단히 많으나 전혀 드러내고자 하지 않는다”라고 장기표는 회고한다. 조영래의 신조는 철저한 공수신퇴(功遂身退)였다. “오른 손이 한 일을 왼손이 모르게 하는 그런 사람이었다.”(시인 김지하의 회고) 그 스스로 많은 기득권과 능력을 가졌으나, 그 기득권의 틀 안에서 싹틀 수 있는 보수성과 우리 사회의 지배적인 관념의 지배를 받지 않았으며, 도식적이고 교조적인 사고방식으로부터 자유로웠다.
경기고등학교 3학년 재학 시절 한일회담 반대 시위를 주도해 정학 처분을 받고서도 서울대학교 전체 수석으로 입학하고, 대학시절 서울대학교 학생운동의 본거지를 문리대에서 법대로 옮겨올 만큼 학생운동에 몰두했으면서도 단 1년 만에 사법시험에 합격하는 등의 천재성은 그를 규정하는 요소의 한 가지 작은 부분일 뿐이다.한국 민주화운동사, 학생운동사, 민권변론사의 ‘영원한 신화로’ 통하는 조영래. 그와 함께 일했던 가까운 지인들은 그의 모든 활동의 원천은 어떠한 사상도, 이념도 아닌, 인간에 대한 깊은 사랑이었다고 입을 모은다.
박원순은 조영래가 사망하기 전 "넓은 세계를 보라"라는 유언을 들었고, 이는 박원순이 변호사에서 시민운동가로 변화한 계기가 되었다. 이 후 박원순은 참여연대, 아름다운 가게, 희망제작소 상임이사 등을 거쳐 2011년 서울특별시장에 당선된다.
조준희 변호사는 조영래가 어떤 사람이었는가에 대해 다음과 같은 일화를 전해주고 있다.1987년 한 인권단체의 초청으로 필리핀 여행 중 그곳 소외계층 여러 사람들을 두루 만났는데, 조영래는 가까운 이웃 대하듯 그들을 정겹게 대했고, 그들의 고뇌를 자기 것처럼 아파했다. 한편 그는 주로 비판적 운동가들을 상대로 살인, 폭력을 밥먹듯이 자행하던 극우 폭력집단 알사마사(ALSAMASA)의 본거지, 그 살기어린 금단의 구역 한 복판에 들어가 곳곳을 샅샅이 누볐다. 실로 만용에 가까운 강심장이었다. 그의 두 가지 모습을 이 여행에서 보았다고 조준희 변호사는 회고한다.  “가족과 친지, 이웃, 심지어는 먼나라 사람들까지 차등 없이 끌어안고 함께 뒹구는 인간에 대한 깊은 사랑과 신뢰, 그의 모든 사회적 행동은 여기에서 출발했고, 그것이 유일한 가치 기준이었으며, 그것을 지키기 위해서라면 언제 어디서 그 무엇과도 두려움 없이 맞서고 집요한 싸움을 사양치 않아온 것이다.  인간에 대한 사랑, 그것이 출발점이요 목표였기 때문에 그는 언제나 치열함과 넉넉함, 격정과 부드러움을 함께 갖출 수 있는 참으로 큰 사람이었다.”조영래의 정신과 영혼, 그리고 그의 마음과 인간됨은 그가 남긴 여러 글을 통해 엿볼 수 있다.
| 이제 어느덧 조금씩 타성이 붙아가는 듯 하다. 묶여 온 사람들을 바라보는 전율도 이젠 점차로 각질화되어 일상의 무감동에 조금씩 조금씩 압도되어 간다. 나로서는 권력을 향유하는 최초의 체험이며.... 어쩌면 아마도 마지막 체험이 될지도. 그러므로 이처럼 기이하게 주어진 넉달의 기회를 내 영혼의 가장 깊은 곳에서부터 가장 맑고 신선한 숨결로 부딪쳐 나아가 최선의 것을 이루어내야 한다고 마음먹고는 있다... <검사시보 시절 일기. 1981. 12. 13.> |
| --- |

1990년 1월부터 4개월간 “바람도 쏘이고 책도 마음껏 읽을 겸 컬럼비아 대학의 초청을 받아 미국에 머무르던 시절, 그는 당시 열여섯살 큰아들 일평에게 앞면이 뉴욕 엠파이어스테이트 빌딩 사진으로 된 엽서를 보낸다.
| 아빠가 어렸을 때는 이 건물이 세계에서 제일 높은 건물이었다. 아빠는 네가 이 건물처럼 높아지기를 바라지는 않는다. 세상에서 제일 돈 많은 사람이 되거나 제일 유명한 사람, 높은 사람이 되기를 원하지도 않는다. 작으면서도 아름답고, 평범하면서도 위대한 건물이 얼마든지 있듯이.... 인생도 그런 것이다. 건강하게, 성실하게, 즐겁게, 하루하루 기쁨을 느끼고 또 남에게도 기쁨을 주는, 그런 사람이 되기를 바랄 뿐이다. 실은 그것이야말로 이 엠파이어스테이트 빌딩처럼 높은 소망인지도 모르겠지만.... <1990. 1. 18. 밤. 아빠가> |
| --- |

## 학력
- 1958년 서울수송초등학교 (졸업)
- 1961년 경기중학교 (졸업)
- 1964년 경기고등학교 (수석졸업)
- 1969년 서울대학교 법과대학 법학과 (학사)
- 1971년 서울대학교 일반대학원 법학과 (석사)

## 저서
- 《전태일 평전》, 조영래, 돌베개, 1991.ISBN 8971991348

## 관련 도서
- 《진실을 영원히 감옥에 가두어 둘 수는 없습니다- 조영래변호사가 남긴 글 모음》 '조영래 변호사를 추모하는 모임'엮음(창작과 비평사, 1991) ISBN 89-364-7007-8
- 《조영래 변호사 변론 선집》 - 그 인권변론의 발자취(도서출판 까치, 1992) ISBN 89-7291-017-1

## 가족 관계
- 동생: 조중래(1951년~2022년 5월 22일)
  - 조카: 조동림(1985년 3월 25일~)
  - 조카: 조현철(1989년 12월 24일~)

## 미디어에서
- 문성근 - 1995년 영화 《아름다운 청년 전태일》[23]

## 같이 보기
- 김선수